# Доналд Уестлейк
Доналд Уестлейк (на английски: Donald Westlake) е много плодовит американски сценарист и писател на произведения в жанра криминален роман, трилър, научна фантастика, хумор и еротична литература. Пише и под псевдонимите Ричард Старк (Richard Stark), Алън Маршал (Allan Marshall), Андрю Шоу (Andrew Shaw), Тъкър Коу (Tucker Coe), Самюъл Холт (Samuel Holt), Кърт Кларк (Curt Clark), Тимъти Дж. Кълвър (Timothy J Culver), Дж. Морган Кънингам (J Morgan Cunningham), Едуин Уест (Edwin West), Шелдън Лорд (Sheldon Lord), Джон Б. Алън (John B Allen), Ролф Пейсър (Rolfe Passer), и др., някои от които съвместни с други писатели.

## Биография и творчество
Доналд Едуин Едмънд Уестлейк е роден на 12 юли 1933 г. в Бруклин, Ню Йорк, САЩ, в семейството на Албърт и Лилиан Уестлейк. Има сестра. Израства в Олбани, Ню Йорк. Започва да пише през юношеските си години. Реализира първия си разказ през 1954 г. Посещава Шамплейн Колидж в Ню Йорк и получава бакалавърска степен в университета в Бингхамтън. Служи и две години и половина във Военновъздушните сили на САЩ.
През 1959 г. се премества в Ню Йорк и първоначално работи за литературна агенция, като едновременно пише. Първият му роман „The Mercenaries“ (Наемниците) е издаден през 1960 г., след което той се посвещава на писателската си кариера.
В следващите 48 години публикува различни романи и разкази под собственото си име и редица псевдоними. Най-известните му герои са крадецът Джон Дортмундър и безмилостния престъпник Паркър.
За произведенията си печели три награди „Едгар“: наградата за най-добър роман от 1968 г. за романа „God Save the Mark“ (Бог спаси Марката), наградата за разказ през 1990 г. за „Too Many Crooks“ (Твърде много мошеници) и за най-добър филмов сценарий от 1991 г. за „The Grifters“. През 1993 г. е удостоен с наградата „Велик майстор“ от Асоциацията на писателите на криминални романи на Америка.
На 10 август 1957 г. се жени за Недра Хендерсън, с която имат 2 деца. Развеждат се през 1966 г. На 9 април 1967 г. се жени за Сандра Фоли, с която имат 2 деца. Развеждат се през 1975 г. На 18 май 1979 г. се жени за Абигейл Адамс.
Доналд Уестлейк умира от инфаркт на 31 декември 2008 г. на почивка в курорта Сан Панчо, Мексико.

## Произведения

### Самостоятелни романи
- The Mercenaries (1960) – издаден и като „The Cutie“
- Killing Time (1961)
- 361 (1962)
- Killy (1963)
- Pity Him Afterwards (1964)
- The Fugitive Pigeon (1965)
- The Busy Body (1966)
- The Spy in the Ointment (1966)
- Anarchaos (1967) – като Кърт Кларк
- God Save the Mark (1967) – награда „Едгар“
- Philip (1967)
- Who Stole Sassi Manoon? (1968)
- Somebody Owes Me Money (1969)
- Up Your Banners (1969)
- Adios Scheherazade (1970)
- Ex Officio (1970) – като Тимъти Дж. Кълвър
- I Gave At the Office (1971)
- Cops and Robbers (1972)
- Comfort Station (1973) – като Дж. Морган Кънингам
- Gangway (1973) – с Брайън Гарфийлд
- Help, I Am Being Held Prisoner (1974)
- Two Much (1975)
- Brother's Keepers (1975)
- Dancing Aztecs (1976)
- New York Dance (1979)
- Castle in the Air (1980)
- Kahawa (1982)
- Levine (1984)
- A Likely Story (1984)
- High Adventure (1985)
- The Hood House Heist (1987)
- High Jinx (1987) – с Аби Уестлейк
- Transylvania Station (1987) – с Аби Уестлейк
- Double Crossing (1988)
- The Maltese Herring (1988)
- Way Out West (1988)
- Sacred Monster (1989)
- Humans (1992)
- Smoke (1995)
- Never Shake a Family Tree (1997)
- The Ax (1997) – награда „Макавити“
- The Hook (2000)
- Corkscrew (2000)
- Put a Lid on It (2002)
- Money for Nothing (2003)
- The Scared Stiff (2003)
- Memory (2010)
- The Comedy is Finished (2012)
- Forever and a Death (2017)

### Серия „Мич Тобин“ (Mitch Tobin) – като Тъкър Коу
1. Kinds of Love, Kinds of Death (1966)
2. Murder Among Children (1967)
3. Wax Apple (1970)
4. A Jade in Aries (1970)
5. Don't Lie to Me (1972)

### Серия „Дортмундър“ (Dortmunder)
1. The Hot Rock (1970)
Прокълнатият изумруд, сп. „Криминален роман“ (1993), прев. Наташа Стоянова, Димчо Стоянов
2. Bank Shot (1972)
3. Jimmy the Kid (1974)
4. Nobody's Perfect (1977)
5. Why Me? (1983)
6. Good Behavior (1986)
7. Drowned Hopes (1990)
8. Don't Ask (1993)
9. What's the Worst That Could Happen? (1996)
10. Bad News (2001)
11. The Road to Ruin (2004)
Роден богат, изд.: ИК „Бард“, София (2008), прев. Петко Петков
12. Watch Your Back! (2005)
13. Price of Desire (2005) – с Ан Пери
14. What's So Funny? (2007)
Банда, изд.: ИК „Бард“, София (2008), прев. Петко Петков
15. Get Real (2009)

### Серия „Сам Холт“ (Sam Holt) – като Самюъл Холт
1. One of Us Is Wrong (1986)
2. I Know a Trick Worth Two of That (1986)
3. What I Tell You Three Times Is False (1988)
4. The Fourth Dimension Is Death (1989)

### Новели
- They Also Serve (2011)

### Разкази
- Good Night! Good Night! (1960)
Лека нощ!, в-к. „Нова Орбита“ (1993), прев. Людмила Георгиева
- The Risk Profession (1961) – издаден и като „Murder In Outer Space“
- The Winner (1970)
Победителят, в-к. „Орбита“ (1986), прев. Александър Димитров
Смърт на астероида, изд. „Орбита“ (1973), прев.
- Too Many Crooks (1990) – награда „Едгар“

Други издадени на български език
- Ръка в шахтата за смет, сп. „Общество и право“ (1994), прев. Лина Василева

### Документалистика
- Under an English Heaven (1972)
- The Getaway Car (2014)

### Екранизации
- 1963 Le commissaire mène l'enquête
- 1966 Made in U.S.A – по романа „The Jugger“
- 1967 The Busy Body
- 1967 От упор, Point Blank – по романа „The Hunter“
- 1967 Mise à sac – по романа „The Score“
- 1968 The Split – по романа „The Seventh“
- 1968 Journey to the Unknown – ТВ сериал, 1 серия
- 1972 Горещият камък, The Hot Rock
- 1973 Cops and Robbers
- 1973 The Outfit
- 1974 Bank Shot
- 1976 Come ti rapisco il pupo
- 1979 Supertrain – ТВ сериал, 1 серия
- 1979 Hot Stuff
- 1982 Jimmy the Kid
- 1983 Slayground
- 1984 Близнакът, The Twin – по романа „Two Much“
- 1987 Втори баща, The Stepfather – сценарий
- 1987 Fatal Confession: A Father Dowling Mystery – ТВ филм
- 1989 Втори баща 2, The Stepfather 2
- 1990 Защо аз?, Why Me?
- 1990 Измамниците, The Grifters – сценарий
- 1992 Втори баща 3, The Stepfather 3
- 1995 Fallen Angels – ТВ сериал, 1 серия
- 1995 Две са твърде много, Two Much
- 1997 La divine poursuite – по романа „Dancing Aztecs“
- 1998 Jimmy the Kid
- 1999 Разплата, Payback – по романа „The Hunter“
- 1999 A Slight Case of Murder
- 2001 Лош късмет (филм), What's the Worst That Could Happen?
- 2004 Je suis un assassin – по романа „The Contract“
- 2004 Ordo
- 2005 Le couperet – по романа „The Ax“
- 2005 Завръщането на мистър Рипли, Ripley Under Ground
- 2006 Payback: Straight Up – по романа „The Hunter“
- 2007 Myster Mocky présente – ТВ сериал, 1 серия
- 2009 Khiabane Bisto Chahar
- 2009 Пастрокът, The Stepfather
- 2012 Baby, I Got Your Money – по романа „Somebody Owes Me Money“
- 2013 Паркър, Parker – по романа „Flashfire“